# Kobo (entreprise)
Pour les articles homonymes, voir Kobo.
Kobo Inc. est une société canadienne, originaire de Toronto, spécialisée dans les liseuses électroniques et les livres numériques. Depuis 2012, elle est la propriété du groupe japonais de nouvelle technologie Rakuten.
Elle est aujourd’hui l’une des entreprises leaders de son secteur d’activité en étant considéré comme le second vendeur de liseuse derrière Amazon.
Son nom Kobo vient d’une anagramme de book (« livre » en anglais).

## Présentation de l’entreprise
Kobo a été fondée en 2009 au Canada et est depuis basée à Toronto. À l’origine, il s’agit d’un service de lecture en ligne lancé par la chaîne de librairie canadienne Indigo Books and Music, en février 2009. En décembre de la même année, le service est rebaptisé Kobo et devient une entreprise indépendante, même si Indigo reste actionnaire majoritaire. D’autres investisseurs s’intéressent à la société comme Borders Group, Cheung Kong Holdings et REDgroup Retail,.
La société s’est lancée dans le domaine de la lecture numérique, alors dominé par Amazon et sa liseuse Kindle. L’entreprise rend disponible, dès mai 2010, son premier modèle, mais il faut attendre fin 2011 pour voir apparaître la première liseuse Kobo en France : le Kobo Touch.
Kobo Inc. est acquis par Rakuten en janvier 2012. La société japonaise continue depuis à développer son activité.

## Formats de fichiers pris en charge
Les liseuses Kobo prennent en charge (sauf exception) les formats de fichiers suivants:
- Livres : ePub, ePub2, ePub3 (Remarque : les modèles Kobo Original et Kobo Wi-Fi ne prennent pas en charge les fichiers ePub3), PDF, FlePub et MOBI
- Documents : PDF
- Images : JPEG, GIF, PNG, BMP et TIFF
- Texte : TXT, HTML et RTF
- Bandes dessinées: CBZ et CBR

## Part de marché
Concernant les parts de marché de Kobo, il n’y a pas beaucoup de données en France ou dans le monde. Kobo atteindrait les 20 % du marché des liseuses au niveau mondial selon Digitimes. Cela en ferait le deuxième constructeur de liseuses derrière Amazon,, avec qui elle est en concurrence directe.
En France, GFK estime que Kobo est le premier acteur du marché grâce à son partenariat avec la Fnac pour la vente du Kobo by Fnac. Kobo cible aussi d’autres marchés en Europe ou dans le monde comme le Brésil ou le Japon.